# Periaptodes testator
Periaptodes testator är en skalbaggsart som beskrevs av Francis Polkinghorne Pascoe 1866. Periaptodes testator ingår i släktet Periaptodes och familjen långhorningar. Inga underarter finns listade i Catalogue of Life.